# Робърт Хауърд
Робърт Ървин Хауърд (на английски: Robert Ervin Howard) е американски писател, получил световна слава заради книгите си за Конан Варварина. Смятан е за баща на поджанра „меч и магия“ в научната фантастика.

## Биография
Робърт Хауърд е роден на 22 януари 1906 г. в гр. Пийстър, Тексас. Неговите родители били потомци на заселниците. Завършва училище в Крос Плейнс, след което учил във висше училище в Браунууд. След това завършва академията „Хауърд Пейн“. Интелигентно и обичащо книгите дете, той е почитател и на бокса и прекарва доста време през юношеството си, като се занимава с бодибилдинг, а по-късно с бокс като аматьор. Oще от деветгодишен мечтае да стане писател на приключенска фантастика, но не постига истински успех, докато не навършва 23 години. Публикува творбите си в много списания, журнали и вестници, но основното от тях е списанието „Странни истории“.
Поради влечението си към жанра фентъзи Робърт Хауърд водел лична кореспонденция с писателите на фентъзи Хауърд Лъвкрафт и Кларк Аштън Смит. Тридесет годишен, той е напът да публикува първия си роман, но слага край на живота си, застрелвайки се, след като научава, че неговата болна от туберкулоза майка е на смъртно легло. Самоубийството му поражда множество спекулации относно душевното му здраве – от едипов комплекс и клинична депресия до твърдения за липса на каквито и да е душевни болести.
Хауърд създава Конан Варварина на страниците на списанието от периода на депресията Weird Tales („Странни истории“), герой, чийто отпечатък в попкултурата е сравняван с този на икони като Тарзан, граф Дракула, Шерлок Холмс и Джеймс Бонд. С Конан и другите си герои Хауърд създава жанра, сега известен като „Меч и магия“, като вдъхновява голяма група имитатори, а влиянието му в полето на фентъзито се сравнява само с това на Дж. Р. Р. Толкин. Той остава изключително четен автор, като творбите му постоянно се преиздават. Бива сравняван с американски майстори на странното, зловещото и мистичното като Натаниел Хоторн, Херман Мелвил и Джек Лондон.

## Творчество
Хауърд започва да пише на 15-годишна възраст, а три години по-късно е публикуван първият му разказ в списанието „Weird Tales“ (Тайнствени истории). В същото списание през декември 1932 г. е отпечатан първия разказ от цикъла за Конан Варварина – „Фенискът на меча“.
През последните 10 година преди смъртта си Хауърд пише огромен брой произведения от всякакъв вид: спортни, детективски, в жанр фентъзи, за духове и други. Той печели много добре от своята кариера като писател, понеже неговите произведения много бързо му създават популярност. Най-известни са книгите му за Конан.

### Цикъл „Конан“
- The Tower of the Elephant („Кулата на слона“)
- The God in the Bowl („Богът в купата“)
- Rogues in the House („Мошеници в дома“)
- The Frost Giant's Daughter („Дъщерята на ледения великан“)
- Queen of the Black Coast („Кралицата на Черния Бряг“)
- The Vale of Lost Women („Долината на изгубените жени“)
- Black Colossus („Черният колос“)
- Shadows in the Moonlight („Сенки в лунната светлина“)
- A Witch Shall Be Born („И се роди вещица“) (Издадена на български, ISBN 954-409-051-7)
- Shadows in Zamboula („Сенки в Замбула“)
- The Devil in Iron („Железният дявол“)
- The People of the Black Circle („Хората от Черния Кръг“)
- The Slithering Shadow („Плъзгащата се сянка“)
- The Pool of the Black One („Басейнът на Черния“)
- Red Nails („Червените гвоздеи“)
- Jewels of Gwahlur („Скъпоценностите на Гвалур“)
- Beyond the Black River („Отвъд Черната Река“)
- The Black Stranger („Черният странник“)
- The Phoenix on the Sword („Фениксът върху меча“)
- The Scarlet Citadel („Алената цитадела“)
- The Hour of the Dragon („Часът на дракона“) – роман

Други произведения на Робърт Хауърд, свързани с епохата на Конан
- The Hyborian Age („Хиборийската ера“) – есе
- Cimmeria („Кимерия“) – стихотворение

Разкази на Хауърд за Конан, довършени след смъртта му от Л. Спрег де Камп и Лин Картър
- The Hall of the Dead („Залата на мъртвите“)
- The Hand of Nergal („Ръката на Нергал“)
- The Snout in the Dark („Зурлата в мрака“)
- Drums of Tombalku („Барабаните на Томбалку“)
- Wolves Beyond the Border („Вълци отвъд границата“) – Конан не участва като герой, а само се споменава

Приключенски разкази на Хауърд, пренаписани от Л. Спрег де Камп и Лин Картър като разкази за Конан
- Hawks Over Shem („Ястреби над Шем“) – по разказа Hawks Over Egypt
- The Road of the Eagles („Пътят на орлите“) – по разказа The Way of the Swords
- The Flame Knife („Огненият нож“) – по разказа Three-Bladed Doom
- The Blood-Stained God („Окървавеният бог“) – по разказа The Curse of the Crimson God
- The Treasure of Tranicos („Съкровището на Траникос“) – силно преработена версия на The Black Stranger

ЗАБЕЛЕЖКА: Съществуват още много произведения за Конан, които обаче не са дело на Робърт Хауърд. За по-подробна информация вижте статията Конан.

### Цикъл „Къл“
- Exile of Atlantis
- The Shadow Kingdom
- The Altar and the Scorpion
- Delcardes' Cat
- The Skull of Silence
- By This Axe I Rule!
- The Striking of the Gong
- Swords of the Purple Kingdom
- The Mirrors of Tuzun Thune
- The King and the Oak – стихотворение
- The Kings of the Night
- The Curse of the Golden Skull

Разкази на Хауърд за Къл, довършени след смъртта му от Лин Картър
- The Black Abyss – оригинално заглавие The Black City
- Riders Beyond the Sunrise
- Wizard and Warrior

### Цикъл „Ел Борак“
- The Daughter of Erlik Khan
- The Lost Valley of Iskander
- Hawk of the Hills
- Blood of the Gods
- The Country of the Knife
- Son of the White Wolf
- Three-Bladed Doom

Недовършени фрагменти
- Intrigue in Kurdistan
- The Coming of El Borak
- Khoda Khan's Tale
- The Iron Terror
- Untitled („Gordon, the American whom the Arabs call El Borak,…“)
- El Borak („I“)
- North of Khyber
- El Borak („II“)
- A Power Among the Islands
- The Land of Mystery
- The Shunned Castle

### Цикъл „Соломон Кейн“
- Skulls in the Stars
- The Right Hand of Doom
- Red Shadows
- Rattle of Bones
- The Moon of Skulls
- The One Black Stain – стихотворение
- Blades of the Brotherhood
- Hills of the Dead
- The Return of Sir Richard Greenville – стихотворение
- Wings in the Night
- The Footfalls Within
- Solomon Kane's Homecoming – стихотворение

Разкази на Хауърд за Соломон Кейн, довършени след смъртта му от други автори
- The Castle of the Devil – довършен от Рамзи Кембъл
- Death's Black Riders – довършен в две версии от К.Дж. Хендерсън, Фред Блосър
- The Hawk of Basti – довършен от Рамзи Кембъл
- The Children of Asshur – довършен от Рамзи Кембъл

### Цикъл „Бран Мак Морн“
- Men of the Shadows
- Kings of the Night
- A Song of the Race – стихотворение
- Worms of the Earth
- The Dark Man
- The Children of the Night

Други произведения на Хауърд, свързани с епохата на Бран Мак Морн
- The Lost Race
- The Little People
- The Drums of Pictdom – стихотворение

Недовършени фрагменти
- Bran Mak Morn – пиеса
- Untitled (A gray sky arched…)
- Untitled Synopsis (The story of a forgotten age…)

### Цикъл „Кормак Мак Арт“
- Swords of the Northern Sea
- The Night of the Wolf

Разкази на Хауърд за Кормак Мак Арт, довършени след смъртта му от други автори
- Tigers of the Sea – довършен в две версии от Ричард Тиърни, Дейвид Дрейк
- The Temple of Abomination – довършен от Ричард Тиърни

### Романи
- Almuric
- Black Vulmea's Vengeance
- Post Oaks and Sand Roughs

### Повести и разкази
- A Knight of the Round Table
- A Thunder of Trumpets
- Black Canaan, (Черният Ханаан)
- Black Hound of Death
- Blades for France
- Buccaneer Treasure
- Delenda Est
- Dermod's Bane
- Dig Me No Grave
- For the Love of Barbara Allen
- Gates of Empire
- Guns of Khartum
- Hawks Over Egypt
- In High Society
- In the Forest of Villefere
- Kelly the Conjure-Man
- Knife-Reiver Prodigal
- Letter to W. B. Talman
- Lord of Samarcand
- Marchers of Valhalla
- Mistress of Death
- Moon of Zambebwei
- Old Garfield's Heart
- Out of the Deep
- People of the Black Coast
- People of the Dark
- Pigeons From Hell
- Playing Journalist
- Playing Santa Clause
- Scarlet Tears
- Sea Curse
- Spear and Fang
- Sword Woman
- Swords of Shahrazar
- Temptress of the Tower of Torture and Sin
- The Alleys of Singapore
- The Black Stone
- The Blonde Goddess of Bal-Sagoth
- The Cairn on the Headland
- The Challenge from Beyond
- The Cobra in the Dream
- The Curse of the Crimson God
- The Dead Remember
- The Destiny Gorilla
- The Dream Snake
- The Dwellers Under the Tombs
- The Fearsome Touch of Death
- The Fire of Asshurbanipal
- The Garden of Fear
- The Gods of Bal-Sagoth
- The Good Knight
- The Grey God Passes
- The Grisly Horror
- The Guardian of the Idol
- The Haunter of the Ring
- The Horror From the Mound
- The House in the Oaks
- The House of Arabu
- The House of Suspicion
- The Hyena
- The Jade Monkey
- The Lion of Tiberias
- The Man on the Ground
- The Mandarin Ruby
- The Noseless Horror
- The Road of Azrael
- The Shadow of the Beast
- The Shadow of the Hun
- The Shadow of the Vulture
- The Soul-Eater
- The Sowers of the Thunder
- The Thing on the Roof
- The Thunder-Rider
- The Tower of Time
- The Track of Bohemund
- The Treasures of Tartary
- The Turkish Menace
- The Valley of the Lost
- The Valley of the Worm
- The Voice of El-lil
- The Way of the Swords
- The Yellow Cobra
- Two Against Tyre
- Wolfshead